# Elisabeth Völkin
Elisabeth Völkin (Kirchberg, 15 februari 1849 - Sankt Gallen, 9 december 1929) was een Zwitsers arts. Ze was de eerste vrouwelijke arts van Sankt Gallen.

## Biografie
Elisabeth Völkin was een dochter van Johann Jakob Völkin, een spoorwegambtenaar, en van Susanna Näf. Ze werkte aanvankelijk in een borduurwinkel. Van 1877 tot 1882 studeerde ze geneeskunde aan de Universiteit van Zürich. Na haar studies was ze van 1883 tot 1886 actief als arts in Zürich, en van 1887 tot 1927 had ze een praktijk in Sankt Gallen, waar ze de eerste vrouwelijke arts van de stad was. Ze was tevens actief in de vrouwenvereniging van Sankt Gallen, waar ze behoeftige patiënten gratis verzorgde.